# Chiesa dei Santi Quirico e Giulitta (Villejuif)
La chiesa dei santi Quirico e Giulitta è una chiesa cattolica situata a Villejuif nella Valle della Marna, in Francia. È la chiesa principale della città e si trova nella piazza del municipio.

## Storia
Fondata nel XIII secolo, la chiesa fu completamente rinnovata nel 1535 con pietra tagliata e pietrisco. Porta la scritta "Memento mori 1549" sul suo campanile. 
Nel 1870 la chiesa fu occupata dai Comunardi . 
L'edificio è stato iscritto come monumento storico nel 1928. L'organo tribune, costruito dagli organari Hippolyte Loret e Gabriel Cavaillé-Coll, è anche elencato nell'inventario generale del patrimonio culturale. Le vetrate sono opera del maestro vetraio Louis-Charles-Marie Champigneulle. 
Il campanile fu restaurato dal 1981 al 1988. 
Il 19 aprile 2015 fu arrestato lo studente Sid Ahmed Ghlam, che aveva pianificato di eseguire un attacco con armi da fuoco in questa chiesa, così come nella chiesa di santa Teresa, durante la messa domenicale frequentata da circa 300 fedeli.

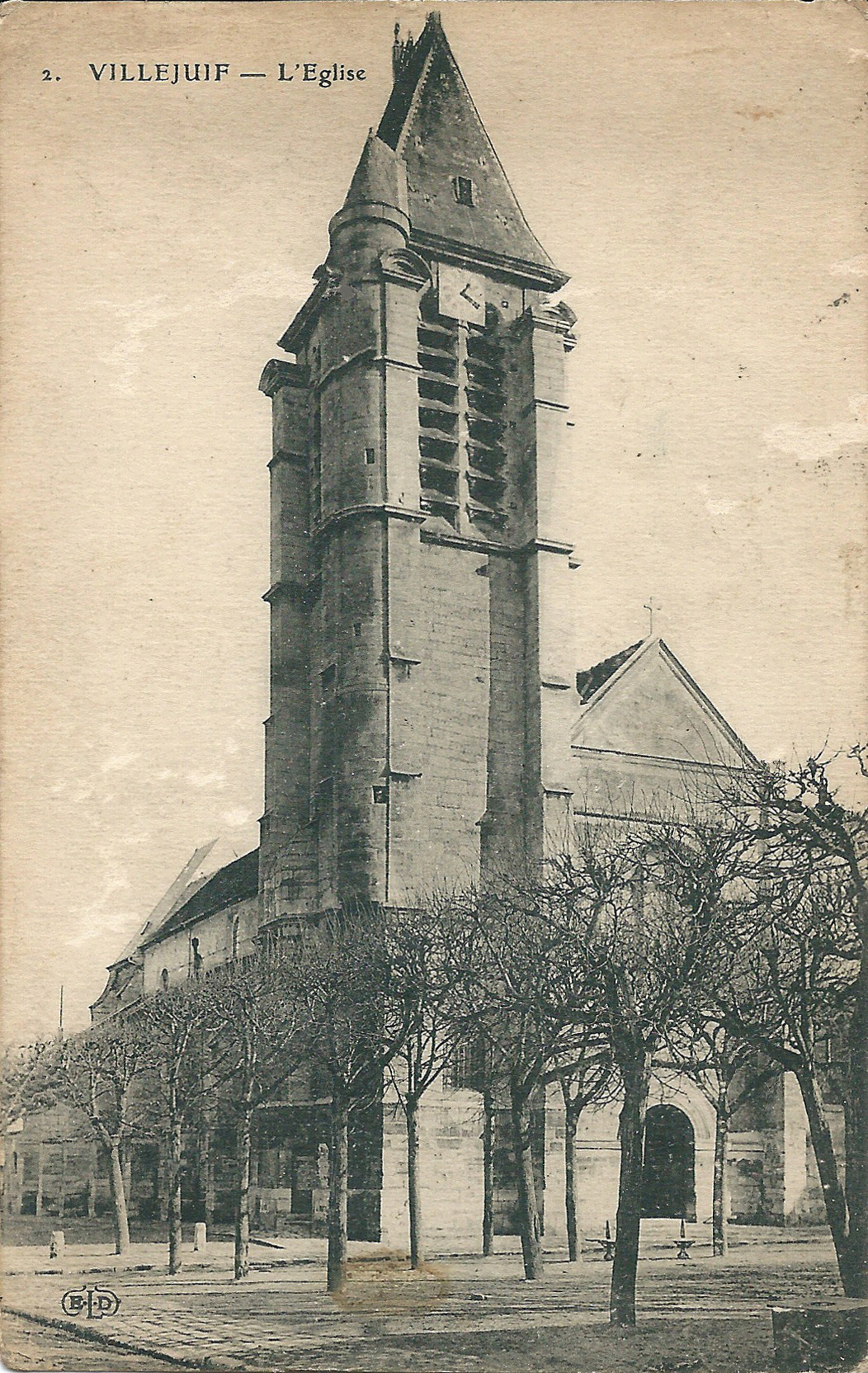
La chiesa intorno al 1926.
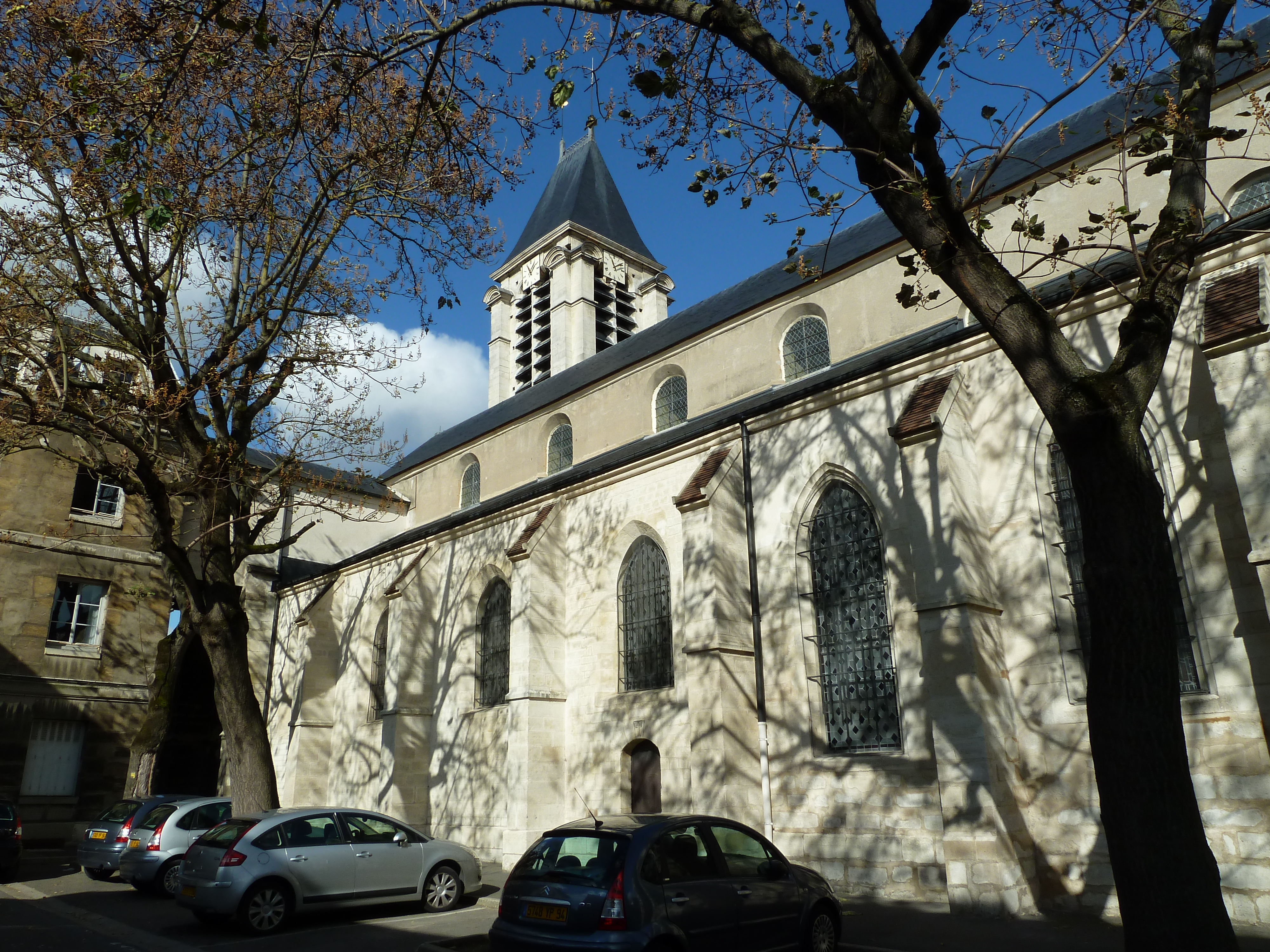
Fiancata
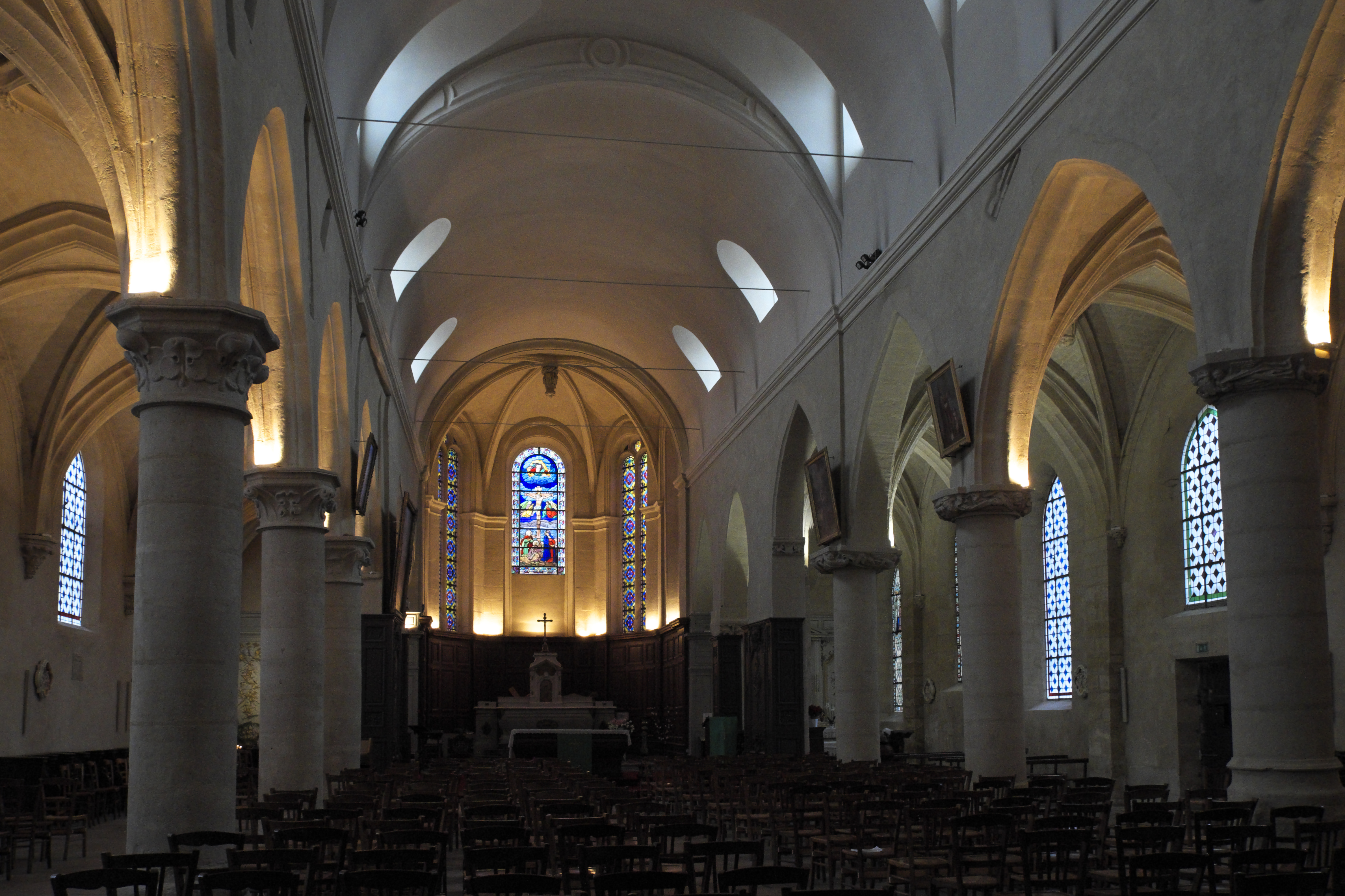
Interno
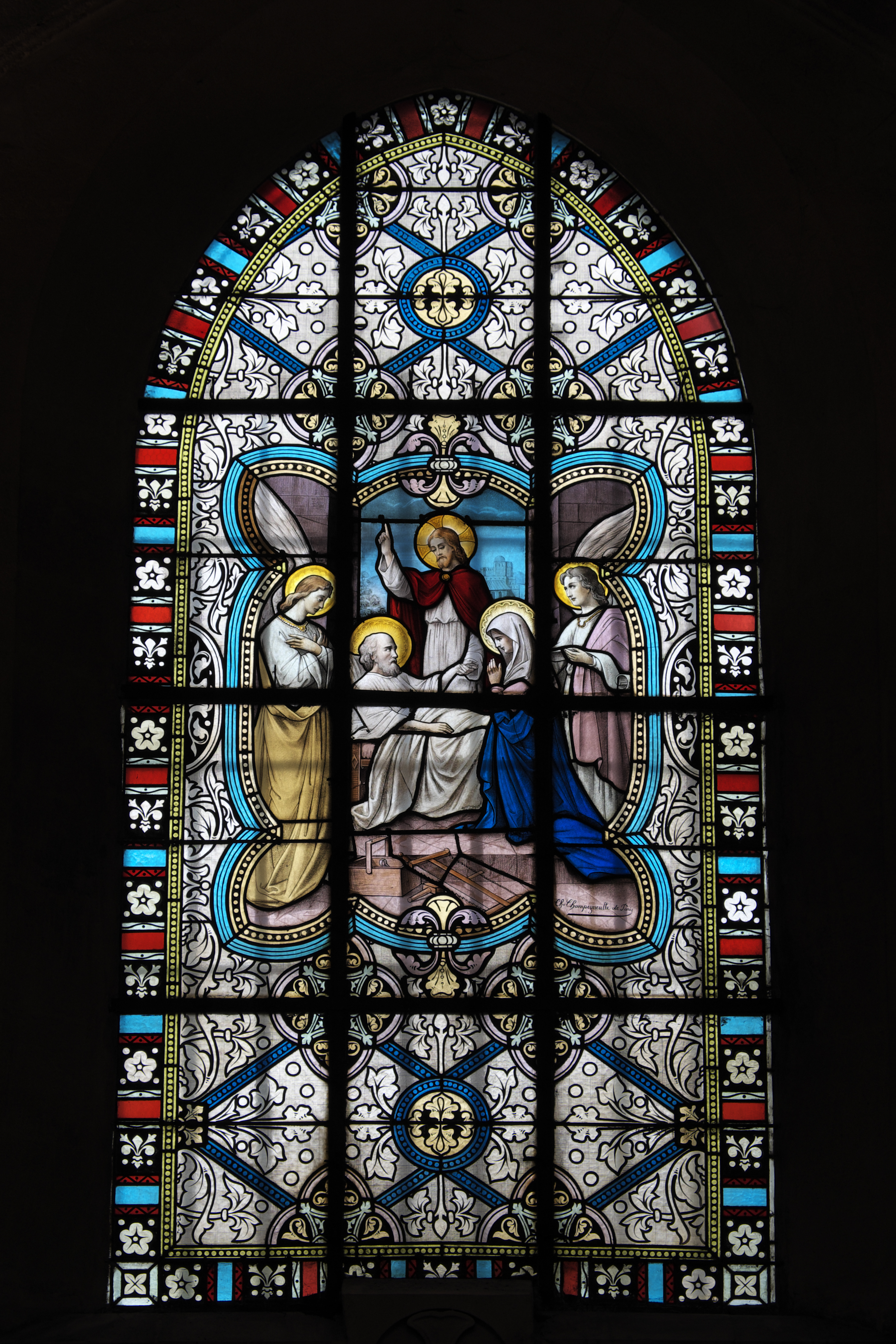
Una delle vetrate della chiesa.
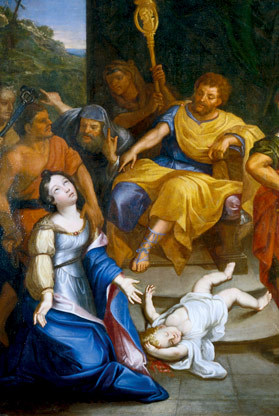
Il martirio di Giulitta e Quirico